# Brachymeria acuticarinalis
Brachymeria acuticarinalis är en stekelart som beskrevs av Yin-Xia Liao och Chen 1983. Brachymeria acuticarinalis ingår i släktet Brachymeria och familjen bredlårsteklar. Inga underarter finns listade.